# タラパカ州

タラパカ州
I Región de Tarapacá

タラパカ州（タラパカしゅう、Región de Tarapacá）＝I州（第一州）は、チリ共和国の州である。州都は、イキケ（Iquique）。

## 歴史
もともとはペルー領であったが、1879年に硝石を巡ってペルー・ボリビアとチリの間に太平洋戦争が勃発、チリ軍がこの地域を占領した。その後、正式にチリ領として編入する。
1930年代までは、チリ硝石の生産が盛んであったが1960年代までに衰退。2005年、廃工場群が世界遺産（ハンバーストーンとサンタ・ラウラの硝石工場群）として登録された。

## 隣接州
- アリカ・イ・パリナコータ州
- オルロ県
- ポトシ県
- アントファガスタ州

## 行政区分
イキケ県とエル・タマルガル県の2つの県から構成される。